# Acacia gordonii
Acacia gordonii é uma espécie de leguminosa do gênero Acacia, pertencente à família Fabaceae.